# Breitenberg, Bayern
Breitenberg är en kommun och ort i Landkreis Passau i Regierungsbezirk Niederbayern i förbundslandet Bayern i Tyskland.